# ATP World Tour Finals 2011 – mužská čtyřhra
Loňský titul vyhráli Daniel Nestor a Nenad Zimonjić, kteří se v roce 2011 jako spoluhráči rozešli. Daniel Nestor se do turnaje kvalifikoval spolu s Maxem Mirnym a Nenad Zimonjić pak hrál s Michaëlem Llodrou.
Vítězem se stala třetí nasazená kanadsko-běloruská dvojice Daniel Nestor a Max Mirnyj, která po setech 7–5, 6–3 ve finále zdolala osmé nasazené Poláky Mariusze Fyrstenberga s Marcinem Matkowskim.

## Nasazení dvojic
1. Bob Bryan /  Mike Bryan (semifinále, 400 bodů/hráč, 100 000 USD/pár)
2. Michaël Llodra /  Nenad Zimonjić (základní skupina, 200 bodů/hráč, 87 500 USD/pár)
3. Daniel Nestor /  Max Mirnyj (vítězové, 1 100 bodů/hráč, 247 500 USD/pár)
4. Mahesh Bhupathi /  Leander Paes (semifinále, 400 bodů/hráč, 100 000 USD/pár)
5. Rohan Bopanna /  Ajsám Kúreší (základní skupina, 0 bodů/hráč, 65 000 USD/pár)
6. Robert Lindstedt /  Horia Tecău (základní skupina, 200 bodů/hráč, 87 500 USD/pár)
7. Jürgen Melzer /  Philipp Petzschner (základní skupina, 200 bodů/hráč, 87 500 USD/pár)
8. Mariusz Fyrstenberg /  Marcin Matkowski (finále, 800 bodů/hráč, 130 000 USD/pár)

## Náhradníci
1. Eric Butorac /  Jean-Julien Rojer (nenastoupili, 0 bodů/hráč, 25 000 USD/pár)
2. Marcelo Melo /  Bruno Soares (nenastoupili, 0 bodů/hráč, 25 000 USD/pár)

## Soutěž
| Legenda                                                       |                                                                        |                                                   |
| - Q – kvalifikant - WC – divoká karta - LL – šťastný poražený | - Alt – náhradník - SE – zvláštní výjimka - PR/SR – žebříčková ochrana | - w/o – bez boje - r – skreč - d – diskvalifikace |

### Finálová fáze
|  | Semifinále | Semifinále                           | Semifinále               | Semifinále | Semifinále |                          |    | Finále                               | Finále | Finále | Finále | Finále |
|  |            |                                      |                          |            |            |                          |    |                                      |        |        |        |        |
|  | 4          | Mahesh Bhupathi Leander Paes         | 4                        | 6          | [6]        |                          |    |                                      |        |        |        |        |
|  | 8          | Mariusz Fyrstenberg Marcin Matkowski | 6                        | 4          | [10]       |                          |    |                                      |        |        |        |        |
|  | 8          | Mariusz Fyrstenberg Marcin Matkowski | 6                        | 4          | [10]       |                          | 8  | Mariusz Fyrstenberg Marcin Matkowski | 5      | 3      |        |        |
|  |            |                                      |                          |            |            |                          | 8  | Mariusz Fyrstenberg Marcin Matkowski | 5      | 3      |        |        |
|  |            | 3                                    | Max Mirnyj Daniel Nestor | 7          | 6          |                          |    |                                      |        |        |        |        |
|  | 3          | 3                                    | Max Mirnyj Daniel Nestor | 7          | 6          | Max Mirnyj Daniel Nestor | 78 | 6                                    |        |        |        |        |
|  | 3          |                                      |                          |            |            | Max Mirnyj Daniel Nestor | 78 | 6                                    |        |        |        |        |
|  | 1          | Bob Bryan Mike Bryan                 | 6                        | 4          |            |                          |    |                                      |        |        |        |        |

### Skupina A
|    |                                  | Bryan                 | Bhupathi Paes | Lindstedt Tecău | Melzer Petzschner     | Zápasy V/P | Sety V/P    | Hry V/P       | Pořadí |
| 1. | Bob Bryan Mike Bryan             |                       | 4–6, 2–6      | 6–1, 6–2        | 6–7(4–7), 7–5, [10–7] | 2–1        | 4–3 (57,1%) | 32–27 (54,2%) | 2.     |
| 4. | Mahesh Bhupathi Leander Paes     | 6–4, 6–2              |               | 6–7(6–8), 1–6   | 7–5, 6–3              | 2–1        | 4–2 (66,7%) | 32–27 (54,2%) | 1.     |
| 6. | Robert Lindstedt Horia Tecău     | 1–6, 2–6              | 7–6(8–6), 6–1 |                 | 3–6, 4–6              | 1–2        | 2–4 (33,3%) | 23–31 (42,6%) | 4.     |
| 7. | Jürgen Melzer Philipp Petzschner | 7–6(7–4), 5–7, [7–10] | 5–7, 3–6      | 6–3, 6–4        |                       | 1–2        | 3–4 (42,9%) | 32–34 (48,5%) | 3.     |

Pořadí bylo určeno na základě následujících kritérií: 1) počet vyhraných utkání; 2) počet odehraných utkání; 3) vzájemný poměr utkání u dvou párů se stejným počtem výher; 4) procento vyhraných setů, procento vyhraných her u třech párů se stejným počtem výher; 5) rozhodnutí řídící komise.

### Skupina B
|    |                                      | Llodra Zimonjić  | Mirnyj Nestor         | Bopanna Kúreší        | Fyrstenberg Matkowski | Zápasy V/P | Sety V/P     | Hry V/P        | Pořadí |
| 2. | Michaël Llodra Nenad Zimonjić        |                  | 6–4, 3–6, [7–10]      | 7–6(8–6), 6–3         | 4–6, 7–5, [9–11]      | 1–2        | 4–4 (50,.0%) | 33–32 (50,.8%) | 3.     |
| 3. | Max Mirnyj Daniel Nestor             | 4–6, 6–3, [10–7] |                       | 7–6(7–2), 4–6, [11–9] | 6–4, 6–3              | 3–0        | 6–2 (75,0%)  | 35–28 (55,5%)  | 1.     |
| 5. | Rohan Bopanna Ajsám Kúreší           | 6–7(6–8), 3–6    | 6–7(2–7), 6–4, [9–11] |                       | 2–6, 1–6              | 0–3        | 1–6 (14,3%)  | 24–37 (39,3%)  | 4.     |
| 8. | Mariusz Fyrstenberg Marcin Matkowski | 6–4, 5–7, [11–9] | 4–6, 3–6              | 6–2, 6–1              |                       | 2–1        | 4–3 (57,1%)  | 31–26 (54,4%)  | 2.     |

Pořadí bylo určeno na základě následujících kritérií: 1) počet vyhraných utkání; 2) počet odehraných utkání; 3) vzájemný poměr utkání u dvou párů se stejným počtem výher; 4) procento vyhraných setů, procento vyhraných her u třech párů se stejným počtem výher; 5) rozhodnutí řídící komise.

### Exyterní odkazy
- (anglicky) Rozpis čtyřhry mužů
- (anglicky) Výsledky čtyřhry mužů